# Lo de Guevara
Lo de Guevara är en ort i Mexiko.   Den ligger i kommunen Magdalena och delstaten Jalisco, i den centrala delen av landet, 500 km väster om huvudstaden Mexico City. Lo de Guevara ligger 1 401 meter över havet och antalet invånare är 250.
Terrängen runt Lo de Guevara är varierad. Runt Lo de Guevara är det ganska glesbefolkat, med 24 invånare per kvadratkilometer. Närmaste större samhälle är Tequila, 11,9 km öster om Lo de Guevara. I omgivningarna runt Lo de Guevara växer huvudsakligen savannskog.